# Воронский, Александр Константинович
Алекса́ндр Константи́нович Воро́нский (27 августа [8 сентября] 1884 года, с. Хорошавка, Тамбовская губерния — 13 августа 1937 года, Москва) — русский революционер-большевик, писатель, литературный критик и теоретик искусства. Лидер литературной группы «Перевал», члены которой на протяжении 1920-х годов играли одну из наиболее заметных ролей в советской литературе и полемизировали с членами Революционной ассоциации пролетарских писателей (РАПП). Член ВКП(б) (1904—1927, 1930—1934). Репрессирован и расстрелян.

## Биография

### Ранние годы
Родился в семье православного священника. По национальности русский. Когда Воронскому было пять лет, его отец умер, и мать с двумя детьми переехала в село Чуевка Усманского уезда Тамбовской губернии, где жили её отец, тоже священник, братья и сёстры.
После окончания бурсы поступил в духовную семинарию. Учился в тамбовской семинарии, откуда был исключён из 5 класса ввиду «политической неблагонадёжности».

### Революционер
В 1904 году в Тамбове вступил в РСДРП(б), затем в течение ряда лет работал в Санкт-Петербурге, Владимире, Тамбове, Екатеринославе, Саратове, Николаеве и других городах. Был в ссылке 4 года, отбывал тюремное заключение в течение 2,5 лет, в том числе год в крепости. Был отправлен большевиками в Финляндию для работы в социал-демократической военной организации. После Свеаборгского восстания вернулся в Санкт-Петербург. Был арестован в 1906 году и приговорён к году заключения, сидел в Петропавловской крепости. В 1908 году был арестован и приговорён к двум годам ссылки в Яренск Вологодской губернии.
В 1911 году дебютировал как писатель под псевдонимом «Нурмин» (от названия станции Нурма, где он некоторое время жил). В 1912 году был делегатом Пражской конференции РСДРП(б). Во время Первой Мировой войны работал в Земском союзе на Западном фронте.
После Февральской революции 1917 года работал в Одесском Совете, в Иваново-Вознесенском губисполкоме, в Иваново-Вознесенске редактировал газету «Рабочий край». С 1917 по 1920 год был членом ВЦИКа. Участник подавления Кронштадтского мятежа.

### Литературный критик
В начале 1920-х становится одним из ведущих марксистских теоретиков в области литературы.
С 1921 по 1927 год редактировал один из трёх ведущих литературно-художественных журналов «Красная новь», а с 1922 по 1927 — «Прожектор». Организатор и идеолог группы «Перевал».
Председатель правления издательства «Круг». Печатался также под псевдонимом Нурмин.
Посвящение Воронскому предваряет поэму Сергея Есенина «Анна Снегина».
Воронский — один из первых советских критиков юношеской литературы. Само становление детской литературы являлось, по мнению такого глубокого литературоведа, как Воронский, критерием зрелости отечественной словесности своего времени.
По непроверенным данным, являлся членом Русского психоаналитического общества.

### Литературно-политическая борьба
В 1923 году примкнул к Левой оппозиции в ВКП(б), подписал «Заявление 46-ти» с оговоркой «состояние партии требует принятия радикальных мер, ибо в партии в настоящее время не благополучно».
В целом заявление было направлено на критику существующего руководства партии, которое «стоит перед тяжёлым общеэкономическим кризисом», в то время как руководство партии не удовлетворяет требованиям дня. «Под внешней формой официального единства мы на деле имеем односторонний, приспособляемый к взглядам и симпатиям узкого кружка, подбор людей и направление действий, — указывалось в письме. — В результате искажённого такими узкими расчётами партийного руководства, партия в значительной степени перестает быть тем живым, самодеятельным коллективом, который чутко улавливает живую действительность, будучи тысячами нитей связанным с этой действительностью. Вместо этого мы наблюдаем всё более прогрессирующее… разделение партии на секретарскую иерархию и „мирян“, на профессиональных партийных функционеров, подбираемых сверху, и прочую партийную массу, не участвующую в общественной жизни».
Товарищ и единомышленник Воронского, писатель Борис Пильняк подтверждал, что литераторы стремились утвердиться на почве чистого искусства и выйти из-под влияния партии. При этом в острой политической полемике литераторов Воронский, выступавший за объединение всех сил под руководством партии, противостоял «напостовцам», стоявшим на жёстких позициях диктатуры пролетариата и классовой борьбы даже в художественном творчестве.
Журнал «Красная новь» во главе с Воронским вступил в острую полемику с журналом «На посту» о классовости искусства, о писателях-попутчиках, о кружках и группировках, об отношении к «молодняку» и так далее. «На самом деле все это были отнюдь не межгрупповые споры: „организованному упрощению культуры“ (М. Левидов), которым занимались Пролеткульт, „напостовцы“ и журнал „Леф“, противостояла борьба за сохранение искусства как специфической сферы человеческого духа, специфического способа познания мира», — считает исследователь этой эпохи Г. А. Белая.
Постановление Политбюро ЦК РКП(б) от 18 июня 1925 года «О политике партии в области художественной литературы» условно разделило советских писателей 1920-х годов на три категории:
- крестьянские;
- пролетарские писатели;
- попутчики (то есть те, кто активно не высказывался против советской власти, но и не полностью соглашался с её деятельностью).

Возложив руководство литературой в целом на пролетарских писателей, резолюция подчеркнула: «партия поддерживает все отряды советских писателей». Пока «гегемонии пролетарских писателей ещё нет, партия должна помочь этим писателям заработать себе историческое право на такую гегемонию». Партия должна бороться против коммунистического чванства, «должна всячески бороться против легкомысленного и пренебрежительного отношения к старому культурному наследству, а равно и к специалистам художественного слова». По отношению к «попутчикам», как колеблющимся между буржуазной и коммунистической идеологией, «должна быть директива тактичного и бережного отношения к ним, то есть такого подхода, который обеспечивал бы все условия для возможно более быстрого их перехода на сторону коммунистической идеологии».
В постановлении партийное руководство высказалось за свободное соревнование творческих сил, форм и методов, подчёркивая необходимость создания литературы, рассчитанной на действительно массового читателя: «частью этого массового культурного роста является рост новой литературы пролетарской и крестьянской в первую очередь, начиная от её зародышевых, но в то же время небывало широких по своему охвату форм (рабкоры, селькоры, стенгазеты и проч.) и кончая идеологически осознанной литературно-художественной продукцией».
Хотя в этой резолюции не были упомянуты имена боровшихся в 1920-е годы литературных групп, им была дана всесторонняя оценка, считает исследователь эпохи С. И. Шешуков. Фактически нашла поддержку позиция А. Воронского, ратовавшего за объединение писателей, во главе с коммунистами, для совместной творческой работы, за преемственность литературного наследия, за отражение жизни во всех её красках, а не только жизни пролетариата, за коллегиальность в противоположность «комчванству». Напостовцы это ранее категорически отвергали.
При этом в резолюции некоторые позиции Воронского были подвергнуты осуждению: то, что он не признавал пролетарских писателей и не поддерживал желания творческой молодёжи идти в литературу.

### Политические преследования и расстрел
В 1927 году после троцкистской демонстрации был исключён из рядов ВКП(б) в числе 75 активных троцкистов и 23 других «антисоветчиков» (эти последние — во главе с Т. В. Сапроновым) и отправлен в ссылку. В период ссылки в Липецке писал автобиографическую прозу о годах своей юности и начале подпольной деятельности. В 1929 году заявил об отходе от оппозиции и в 1930 году получил разрешение вернуться в Москву, где был назначен редактором отдела классической литературы в Гослитиздате.
Его дочь вспоминала: «к Сталину (Александр Константинович) относился очень скептически».
В 1935 году арестован. Повторно арестован 1 февраля 1937 года. Александр Воронский был расстрелян 13 августа 1937 года в Москве; прах захоронен на Донском кладбище.
Арестованный 28 октября 1937 года по абсурдному обвинению в шпионаже писатель Борис Пильняк в своих, полученных известным образом, показаниях ссылался на «пагубное влияние» Воронского, представив его инициатором написания «Повести непогашенной луны». Кроме того, в качестве преступного деяния была представлена организация Воронским писательских групп «Перевал» и «30-е годы», последняя из которых хотя и распалась, но продолжала действовать и собираться неформально.
Реабилитирован посмертно 7 февраля 1957 года.

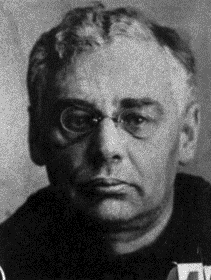
Александр Константинович Воронский. Фото из следственного дела, 1937 год

## Взгляды на искусство
Взгляды Воронского были близки Троцкому («Литература и революция»). Как и Троцкий, Воронский осуждал принципы Пролеткульта и выступал за постепенное привлечение в советскую литературу интеллигенции.
Идеологи РАПП в полемике с его взглядами ввели в обиход понятие «воронщина», употреблявшееся ими как бранное слово.
Фигуру Воронского в советскую литературу возвратил профессор МГПИ, исследователь советских литературных дискуссий 1920-х годов Степан Иванович Шешуков. Воронский стал героем книги его аспирантки Г. А. Белой «Дон-Кихоты 1920-х годов».

## Семья
- Жена — Сима Соломоновна, урожённая Песина[20] (1889 или 1883, Мелитополь — 1943, Ташкент). 3 сентября 1937 года осуждена ОСО как ЧСИР на 8 лет ИТЛ. Срок отбывала в Темниковских лагерях НКВД (Мордовия). 2.10.1939 переведена в Сегежлаг (инвалидный пункт). Отсюда она 01.08.1941 г. попала в Карагандинский ИТЛ (АЛЖИР). Освобождена 21.02.1943, выехала в Ташкент к родной сестре, Саре Вилиновой, где вскоре и умерла[22].
  - Дочь — Галина (1916—1991)[23], дважды репрессирована. Автор мемуаров.
  - внучка - Исаева Валентина Ивановна (2 сентября 1945, пос. Усть-Утиное Магаданской области  - 28 июня 1991, Москва), кандидат исторических наук

## Адреса в Москве
- 1921 — 1-й дом Советов (Гостиница «Националь»).
- 1937 — Москва, улица Серафимовича, д. 2 (Дом на Набережной), кв. 357[24].

## Сочинения
- В. И. Ульянов (Н. Ленин). (К 50-летию со дня рожд.) Иваново-Вознесенск, Изд. Ив.-Возн. Турагентства Центропечати, 1920. 16 с. 16 000 экз.
- На стыке. Сборник статей. М.—Пг., Гос. изд., 1923. 352 с. 7 000 экз.
- Искусство и жизнь. Сборник статей. М.—Пг., «Круг», 1924. 327 с. 3 000 экз.
- Искусство как познание жизни и современность. Иваново-Вознесенск, «Основа», 1924. 64 с. 3 000 экз.
- Ленин и человечество. Л., Гос. изд., 1924. 64 с. 50 000 экз.; 2-е изд. 1924. 64 с. 20 000 экз.
- За живой и мертвой водой. Воспоминания. 1927. 254 с. 5 000 экз.; 2-е изд. [М.], Артель писат. «Круг», 1927. 251 с. 6 000 экз.; Изд. 3-е. М, «Федерация», 1931. 433 с. 10 000 экз.
- За живой и мертвой водой. [М.], Моск. т-во писателей, 1934. 534 с. 5 200 экз.
- Литературные типы. Л., «Круг», [1925]. 244 с. 3 000 экз.; 2-е изд. доп. [М.], 1927. 268 с. 4 000 экз.
- Мистер Бритлинг пьет чашу до дна. Сборник статей и фельетонов. [М.], «Круг», 1927. 231 с. 4 000 экз.
- Искусство видеть мир, 1928.
- Литературные портреты. В двух томах. Т. I. М., «Федерация», [1928]. 471 с. 4 000 экз.; Т. 2. М., «Федерация», [1929]. 328 с. 4 000 экз.
- Глаз урагана, 1931.
- Бурса, «Советская литература», 1933. 336 с 5250 экз.
- Литературно-критические статьи, 1963.
- За живой и мёртвой водой, 1970 (проза).
- Статьи, Ann Arbor, 1980.
- Избранные статьи о литературе, 1982.
- Избранное, 1976.
- Избранная проза. М.: Художественная литература, 1987.
- Гоголь / Вступ. ст. В. А. Воропаева. — 2-е изд. — М.: Молодая гвардия, 2011. — 448 с.: ил. — (Жизнь замечательных людей. Малая серия. Вып. 24).
- Гоголь. — М.: Молодая гвардия, 2019. — 300 с.
- За живой и мёртвой водой. — М.: Common place, 2019. — 496 с.

В переводах:
- Варонскі А. Вока ўрагану. Аповесць. Койданава. 2008. 69 с.

## Память
- Улица в п. Добринка Липецкой области.
- Мемориальная доска в Тамбове на здании бывшей семинарии, где учился А. К. Воронский (установлена в 1984 году).
- В 1997 году Тамбовская областная администрация учредила премию имени А. К. Воронского[25][26].

### Произведения
- «За живой и мёртвой водой»
- «Гоголь»
- «Борис Пильняк»
- «Памяти Есенина»
- «Искусство познания жизни и современность»
- «Искусство видеть мир» (О новом реализме)
- «Желябов»
- Ряд других статей Воронского
- Сочинения Воронского на сайте Lib.ru: Классика
- Архив журнала «Красная новь»

### Другое
- Варлам Шаламов, Воспоминания об А. Воронском